# اسم ممدود
الاسم الممدود اسم معرب آخره ألف زائدة بعدها همزة، نحو سماء وصحراء وبناء.

## تثنيته وجمعه
ينظر إلى الأصالة والزيادة في تثنية الاسم الممدود وجمعته:
- فإن كانت همزته أصلية، بقيت على حالها قولا واحدا. نحو: بناء وبناءان وبناؤون وبناءات.
- إن كانت زائدة للتأنيث قلبت واوا قولا واحدا نحو: صحراء وصحراوان وصحراوات وحسناء وحسناوان وحسناوات.
- وإن لم تكن أصلية ولا زائدة، بل منقلبة عن واو أو ياء، فلك الخيار: تبقيها همزة أو تقلبها واوا نحو: كساء: كساءان أو كساوان وغطاء وغطاءان أو غطاوان.[1]